# Pseudomyrmex weberi
Pseudomyrmex weberi är en myrart som först beskrevs av Enzmann 1944.  Pseudomyrmex weberi ingår i släktet Pseudomyrmex och familjen myror. Inga underarter finns listade i Catalogue of Life.